# R.U.S.E.
R.U.S.E. – komputerowa strategiczna gra czasu rzeczywistego w realiach II wojny światowej, wyprodukowana przez Eugen Studios i wydana w 2010 przez Ubisoft na platformy Microsoft Windows, PlayStation 3 i Xbox 360. W tej grze ważną rolę odgrywa dezinformacja i system tytułowych podstępów. Gra w wersji na PlayStation 3 może być obsługiwana przez kontroler ruchu PlayStation Move.